# أوتار كاكابادزه
اوتار كاكابادزي (27 يونيو 1995 بتبليسي في جورجيا - ) هو لاعب كرة قدم جورجي في مركز الدفاع. شارك مع منتخب جورجيا تحت 17 سنة لكرة القدم ومنتخب جورجيا تحت 19 سنة لكرة القدم ومنتخب جورجيا تحت 21 سنة لكرة القدم ومنتخب جورجيا لكرة القدم. أما مع النوادي، فقد لعب مع نادي دينامو تبليسي.

## وصلات خارجية
- اوتار كاكابادزي على موقع الاتحاد الدولي (مؤرشف)  (الإنجليزية)
- اوتار كاكابادزي على موقع الاتحاد الأوربي (الإنجليزية)
- اوتار كاكابادزي على موقع قاعدة بيانات كرة القدم.إي يو (الإنجليزية)
- اوتار كاكابادزي على موقع ناشيونال فوتبول تيمز (الإنجليزية)
- اوتار كاكابادزي على موقع Soccerway.com (الإنجليزية)
- اوتار كاكابادزي على موقع AS.com (الإسبانية)